# John Glen (Regisseur)
John Glen (* 15. Mai 1932 in Sunbury-on-Thames, England) ist ein britischer Filmregisseur, der besonders für seine Regie-Arbeit an den James-Bond-Filmen In tödlicher Mission (1981), Octopussy (1983), Im Angesicht des Todes (1985), Der Hauch des Todes (1987) und Lizenz zum Töten (1989) bekannt ist.

## Leben
Glen startete seine Karriere 1949 als Schnittassistent beim Film Der dritte Mann in den Shepperton Studios in London. Danach arbeitete er weiter in Schneideräumen und wurde von den kleineren Studios Nettleford und Beaconsfield angeworben. Er arbeitete zunächst als Editor für Dokumentationen, später auch für Fernsehserien, darunter die erfolgreiche Serie Danger Man – Das Syndikat der Grausamen, bei der er sehr viel Wert auf Action legte. 1969 wurde ihm dann die Regie des zweiten Kamerateams bei den Dreharbeiten zu Im Geheimdienst Ihrer Majestät übertragen. Er war unter anderem für die spektakuläre Bobfahrt zuständig, machte für den Film aber auch den Schnitt. Schon 1977 entstand unter seiner Regie der obligatorische Vorfilm zum Bond-Film Der Spion, der mich liebte, bei dem sich ein Stuntman wagemutig mit Skiern über eine Felswand stürzt, um dann mit einem Fallschirm dem Tod zu entkommen; zwei Jahre später entstand die Eröffnungssequenz zu Moonraker.
1981 durfte Glen dann auf Empfehlung von Peter R. Hunt die Regie für den Bond-Streifen In tödlicher Mission übernehmen, denn Hunt waren Glens Fernsehserien Danger Man – Das Syndikat der Grausamen und Der Mann mit dem Koffer aufgefallen. Obwohl Glen damals sein Handwerk im Schnitt und der Regieassistenz bereits solide verstand, fiel es ihm nach eigenen Angaben nicht leicht, den Produzenten Albert R. Broccoli von sich zu überzeugen. Doch Glen konnte sich letztendlich durchsetzen und lieferte einen überzeugenden Film ab. Er arbeitete damals auch mit Michael G. Wilson, dem Drehbuchautor von In tödlicher Mission und späterem Bond-Produzenten, zusammen.
Glen führte in den 1980er Jahren die Regie bei allen von Broccoli produzierten James-Bond-Filmen. Ähnlich wie Alfred Hitchcock wollte er in jedem seiner Bond-Filme ein Identifikationsmerkmal hinterlassen: Wie er in einem Interview verriet, gibt es in jedem seiner Filme eine Szene, in der Bond beim Versuch, unbemerkt zu bleiben, ein paar Vögel aufscheucht. Auf eine Frage zur Langlebigkeit der Serie antwortete Glen einem Filmjournalisten 1989: „Bond wurde nie bestochen und war immer ein Bürger unter Verdacht, das Richtige zu tun. In Zeiten gemischter Moral und Zeiten, in denen viele von uns angesehene Leute Macht missbrauchen, ist es schön, James Bond immer noch unter uns zu wissen, er zeigt uns, dass Helden überall sind!“
Die Popularität der Bond-Filme förderte Glens Karriere. 1991 realisierte er Die Asse der stählernen Adler, danach ein Jahr später Christopher Columbus – Der Entdecker, der allerdings ein Flop wurde. 1995 führte Glen Regie bei einigen Episoden der britischen Fernsehserie Space Cops – Tatort Demeter City. 2001 übernahm er The Point Men mit Christopher Lambert.

## Filmografie

### Regie
- 1968: Der Mann mit dem Koffer (Man in a Suitcase) (Fernsehserie,  Folge „Somebody Loses, Somebody... Wins?“)
- 1981: James Bond 007 – In tödlicher Mission (For Your Eyes Only)
- 1983: James Bond 007 – Octopussy
- 1985: James Bond 007 – Im Angesicht des Todes (A View to a Kill)
- 1987: James Bond 007 – Der Hauch des Todes (The Living Daylights)
- 1989: James Bond 007 – Lizenz zum Töten (Licence to Kill)
- 1990: Thunder Race (Checkered Flag)
- 1992: Die Asse der stählernen Adler (Aces: Iron Eagle III)
- 1992: Christopher Columbus – Der Entdecker (Christopher Columbus: The Discovery)
- 1994: Space Cops – Tatort Demeter City (Space Precinct) (Fernsehserie, 8 Folgen)
- 2001: The Point Men

### Schnitt
- 1961: Mit Schirm, Charme und Melone (The Avengers) ... Fernsehserie
- 1964: Geheimauftrag für John Drake
- 1966: Danger Man: Das Syndikat der Grausamen (Koroshi)
- 1967–1968: Der Mann mit dem Koffer (Man in a Suitcase) (Fernsehserie, 9 Folgen)
- 1968: Baby Love
- 1969: James Bond 007 – Im Geheimdienst Ihrer Majestät (On Her Majesty's Secret Service)
- 1971: Das Wiegenlied der Verdammten (Murphy's War)
- 1972: Blutroter Morgen (Sitting Target)
- 1972: Malta sehen und sterben (Pulp)
- 1973: A Doll’s House
- 1974: Eine Todsichere Sache (Dead Cert)
- 1974: Gold
- 1975: Die Schande des Regiments (Conduct Unbecoming)
- 1976: Königliche Hoheit in Japan (Seven Nights in Japan)
- 1976: London Conspiracy
- 1977: James Bond 007 – Der Spion, der mich liebte (The Spy Who Loved Me)
- 1978: Die Wildgänse kommen (The Wild Geese)
- 1979: James Bond 007 – Moonraker – Streng geheim
- 1980: Die Seewölfe kommen (The Sea Wolves)

### Regie (2. Stab)
- 1969: Charlie staubt Millionen ab (The Italian Job)
- 1969: James Bond 007 – Im Geheimdienst Ihrer Majestät (On Her Majesty's Secret Service)
- 1971: Das Wiegenlied der Verdammten (Murphy's War)
- 1971: Leben ums Verrecken: Catlow (Catlow)
- 1974: Gold
- 1976: Brüll den Teufel an (Shout at the Devil)
- 1977: James Bond 007 – Der Spion, der mich liebte (The Spy Who Loved Me)
- 1978: Die Wildgänse kommen (The Wild Geese)
- 1978: Superman
- 1979: Moonraker

### Tonschnitt
- 1956: Der grüne Mann (The Green Man)
- 1957: The Scamp
- 1957: Zustände wie im Paradies (The Admirable Crichton)
- 1958: A Cry from the Streets
- 1960: Dentist in the Chair
- 1960: There Was a Crooked Man